# Pinheiro (Castro Daire)
Pinheiro is een plaats (freguesia) in de Portugese gemeente Castro Daire en telt 868 inwoners (2001).